# Lionel Newman
Lionel Newman (* 14. Januar 1916 in New Haven, Connecticut; † 3. Februar 1989 in Los Angeles, Kalifornien) war ein mit einem Oscar ausgezeichneter US-amerikanischer Filmkomponist, Musikdirektor und Dirigent. Er war der Bruder des Filmkomponisten Alfred Newman sowie Onkel von Randy Newman, David Newman und Thomas Newman.

## Leben
Newman wuchs als eines von zehn Kindern einer russischen Immigrantenfamilie auf. Im Alter von 16 Jahren zog er nach Hollywood, wo er eine Anstellung als Dirigent in Earl Carrolls Theater erhielt. Während seiner Tätigkeit dort lernte er die Nichte des Theaterbesitzers Beverly Carroll kennen, die später seine Frau wurde. In den 1930er Jahren begleitete er Mae West als Pianist bei deren Auftritten. 1939 steuerte er für den Gary Cooper-Western Mein Mann, der Cowboy, an dem sein Bruder Alfred als Filmkomponist arbeitete, das Titellied „The Cowboy and the Lady“ bei. Für diesen Titel erhielt er 1939 seine erste Oscarnominierung; auch der Soundtrack seines Bruders war nominiert.
Nach einem erfolgreich absolvierten Praktikum erhielt er 1943 eine Anstellung bei 20th Century Fox und arbeitete dort zusammen mit seinem Bruder Alfred. Seine erste Filmarbeit war die im Abspann nicht genannte Komposition zusätzlicher Musik für den Film Immortal Sergeant im selben Jahr. In der Folge arbeitete er als Dirigent und Musikdirektor an Filmen wie Der Todeskuß, Ich war eine männliche Kriegsbraut und Drei kehrten heim. 1959 wurde er zum Musikdirektor der Fernsehabteilung von 20th Century Fox ernannt und betreute unter anderem die Fernsehserien Time Tunnel, Lost in Space, Batman und Die Seaview – In geheimer Mission. Später leitete er als Senior Vice President die komplette Musikabteilung von Fox. Bis zu seinem Ruhestand im Jahr 1985 war Newman insgesamt 46 Jahre für 20th Century Fox tätig und wirkte an über 200 Filmen als Musikdirektor, Komponist oder Dirigent mit. Als Musikdirektor stand er unter anderem John Williams bei der Star-Wars-Trilogie und Jerry Goldsmith bei Star Trek: Der Film vor. Insgesamt war Newman elf Mal für den Oscar nominiert. Bei seiner letzten Nominierung 1969 erhielt er die Auszeichnung für Hello, Dolly.
Newman erlitt 1989 einen Kreislaufstillstand und verstarb. Er hinterließ seine Frau und drei Töchter.

## Filmografie (Auswahl)
- 1947: Der Todeskuß (Kiss of Death)
- 1948: Deep Waters
- 1948: Straße ohne Namen (The Street with No Name)
- 1948: Ich heirate dich doch (That Wonderful Urge)
- 1948: Eine Dachkammer für zwei (Apartment for Peggy)
- 1949: Ich war eine männliche Kriegsbraut (I Was a Male War Bride)
- 1950: Drei kehrten heim (Three Came Home)
- 1950: Der geheimnisvolle Ehemann (The Jackpot)
- 1950: Stella
- 1951: Zwei in der Falle (Rawhide)
- 1951: Golden Girl
- 1951: Cornelia tut das nicht (Elopement)
- 1951: Mr. Belvederes zweite Jugend (Mr. Belvedere Rings the Bell)
- 1951: Vergeltung am Teufelssee (The Secret of Convict Lake)
- 1952: Die Frau des Banditen (The Outcasts of Poker Flat)
- 1952: Schwarze Trommeln (Lydia Bailey)
- 1952: Versuchung auf 809 (Don't Bother to Knock)
- 1953: Der unheimliche Untermieter (Man in the Attic)
- 1954: Rhythmus im Blut (There's No Business Like Show Business)
- 1956: Fanfaren der Freude (The Best Things in Life Are Free)
- 1956: Der letzte Wagen (The Last Wagon)
- 1956: Pulverdampf und heiße Lieder (Love Me Tender)
- 1958: Bravados (The Bravados)
- 1958: Blaue Nächte (Mardi Gras)
- 1959: Engel auf heißem Pflaster (Say One for Me)
- 1960: Machen wir’s in Liebe (Let's Make Love)
- 1963: Eine zuviel im Bett (Move Over, Darling)
- 1964: Drei Mädchen in Madrid (The Pleasure Seekers)
- 1967: Doktor Dolittle (Doctor Dolittle)
- 1967: Chicago-Massaker (The St. Valentine's Day Massacre)
- 1969: Hello, Dolly!
- 1970: Die große weiße Hoffnung (The Great White Hope)
- 1976: Der blaue Vogel (The Blue Bird)

## Auszeichnungen
- 1939: Oscarnominierung für den Titelsong The Cowboy and the Lady zum Film Mein Mann, der Cowboy
- 1951: Oscarnominierung für I'll Get By
- 1952: Oscarnominierung für Golden Girl
- 1955: Oscarnominierung für Rhythmus im Blut
- 1957: Oscarnominierung für Fanfaren der Freude
- 1958: Golden Laurel-Nominierung für Junges Glück im April
- 1959: Oscarnominierung für Blaue Nächte
- 1960: Oscarnominierung für Engel auf heißem Pflaster
- 1961: Oscarnominierung für Machen wir's in Liebe
- 1966: Oscarnominierung für Drei Mädchen in Madrid
- 1968: Oscarnominierung für Doctor Dolittle
- 1970: Oscar für Hello, Dolly!